# جورج شايفر
جورج شايفر (بالإنجليزية: George Schaefer)‏ (و. 1920 – 1997 م) هو مخرج أفلام، وكاتب سيناريو، ومنتج أفلام، ونقابي، ومخرج مسرحي أمريكي، توفي في لوس أنجلوس، عن عمر يناهز 77 عاماً.

## الخدمة العسكرية
خدم في القوات البرية للولايات المتحدة.

## وصلات خارجية
- جورج شايفر على موقع IMDb (الإنجليزية)
- جورج شايفر على موقع ألو سيني (الفرنسية)
- جورج شايفر على موقع تيرنر كلاسيك موفيز (الإنجليزية)
- جورج شايفر على موقع أول موفي (الإنجليزية)
- جورج شايفر على موقع قاعدة بيانات برودواي على الإنترنت (الإنجليزية)
- جورج شايفر على موقع قاعدة بيانات الأفلام السويدية (السويدية)
- جورج شايفر على موقع إن إن دي بي (الإنجليزية)
- جورج شايفر على موقع قاعدة بيانات الفيلم (الإنجليزية)
- جورج شايفر على موقع كينوبويسك (الروسية)